# Lyrognathus saltator
Lyrognathus saltator là một loài nhện trong họ Theraphosidae.
Loài này thuộc chi Lyrognathus. Lyrognathus saltator được Mary Agard Pocock miêu tả năm 1900.